# Hipparque le Pythagoricien
Pour les articles homonymes, voir Hipparque.
Hipparque le Pythagoricien est un philosophe grec du IVe siècle av. J.-C., connu par une brève mention de Diogène Laërce. Il aurait assisté à la mort de Démocrite, lui attribuant l'âge de 109 ans, et écrit un traité Sur la joie ou le bien-être, dont quelques fragments nous sont parvenus. Il y développe une philosophie hédoniste.
Clément d'Alexandrie et Jamblique reproduisent une Lettre de Lysis à Hipparque, dans laquelle Lysis reproche à Hipparque d'avoir trahi les secrets de l'École pythagoricienne. Pour cela, Hipparque aurait été chassé, et une stèle aurait été érigée pour signifier qu'on le considérait comme mort. L'authenticité de la lettre est cependant douteuse et Hipparque pourrait avoir été confondu avec Hippase de Métaponte.